# Argyrosomus beccus
Argyrosomus beccus är en fiskart som beskrevs av Sasaki, 1994. Argyrosomus beccus ingår i släktet Argyrosomus och familjen havsgösfiskar. Inga underarter finns listade i Catalogue of Life.